# John Juanda
Johnson "John" Juanda, né le 8 juillet 1971 à Medan en Indonésie, est un joueur de poker professionnel indonésien vivant aux États-Unis. John a remporté quatre bracelets WSOP en 2002, 2003, 2003 et 2011, et un bracelet WSOPE en 2008. Il a également remporté un titre EPT en 2015.

## Biographie
John Juanda est l'aîné de quatre enfants. Ses parents étant très pris par le travail, ce sont surtout ses grands parents qui se sont occupés de lui. Enfant aimé et très entouré, il garde de bon souvenirs de son enfance.
Son père jouait de l'argent au baccarat, au poker chinois, et misait sur des événements sportifs. D'après John, il misait beaucoup d'argent, et perdait beaucoup, la plupart du temps parce qu'il aimait boire quand il jouait. Lorsque ses parents l'envoient aux États Unis, sa mère souhaitait qu'il aille à l'université et devienne médecin, avocat ou homme d'affaires. Tout, sauf un joueur, comme son père.
Arrive aux États-Unis en 1990, il s'inscrit à l'Oklahoma State University, où il a obtenu un diplôme en marketing et en gestion. Par la suite, il a obtenu son MBA à l'Université de Seattle. Il s'installe ensuite à Los Angeles où les parties de poker sont plus intéressantes.

## Résultats au poker
En 2000, il enregistre son premier gain à 6 chiffres, avec une 2e position à United States Poker Championship de Atlantic City.
En 2002 et 2003, il gagne trois bracelets WSOP. 
En septembre 2008, il remporte l'epreuve de 10k NLHE des World Series of Poker Europe pour un gain de 1 580 096 $, son premier gain à 7 chiffres. Une semaine plus tard, il finit 2e du l'High Roller de l'EPT de Londres pour un gain de 598 770 $.
En 2011, il remporte son 4e bracelets WSOP.
En 2013, il remporte un side event lors de l'étape du WPT en Corée du Sud, à Jeju. Mais seule une victoire sur un main-event accorde un titre officiel WPT.
En 2015, il remporte le Main Event de l'EPT de Barcelone, empochant 1 164 034 $. La même année, il intègre le Poker Hall of Fame.
En 2017, il finit 2e du High Roller de l'étape de Monte-Carlo du PokerStars Championship, empochant 683 900 €.
Puis il enregistre la plus grosse performance de sa carrière, à Macao, en remportant le Main Event Triton Poker Super High Roller Series pour un gain de 2 870 092 $.

En 2018, il finit 9e du Main Event de l'étape de Barcelone de l'EPT, empochant 118 265 €.
Au cours de sa carrière, John Juanda a remporté plus de 24 millions de dollars en tournoi.

## Bracelets WSOP
| Année | Tournoi                                    | Gains (USD) |
| ----- | ------------------------------------------ | ----------- |
| 2002  | 1 500 $ Triple Draw Lowball Ace to Five    | 49 620 $    |
| 2003  | 2 500 $ Seven Card Stud Hi-Lo              | 130 200 $   |
| 2003  | 2 500 $ Pot Limit Omaha                    | 203 840 $   |
| 2008  | 10 000 £ No Limit Hold'em WSOPE Main Event | 1 539 250 $ |
| 2011  | 10 000 $ Deuce-To-Seven Draw Lowball       | 367 170 $   |